# Bania-Nationalpark
Der Bania-Nationalpark (englisch Bania National Park) ist ein 331 Quadratkilometer großer Nationalpark in Queensland, Australien.

## Lage
Er liegt in der Region Wide Bay-Burnett im Hinterland der Sunshine Coast etwa 315 km nördlich von Brisbane und 205 km südöstlich von Rockhampton. Die nächstgelegene Stadt ist Mount Perry etwa 15 Kilometer südöstlich des Nationalparks. Er ist nur über nicht ausgewiesene Forststraßen zu erreichen und hat keine Besuchereinrichtungen.
In der Nachbarschaft liegen die Nationalparks Nour-Nour, Bulburin, Dawes und Warro.

## Flora und Fauna
Der Nationalpark schützt bis zu 510 Meter hoch gelegenen, trockenen Regenwald und offenen Eukalyptuswald.
Hier sind zahlreiche Vögel beheimatet, besonders häufig sind Dreistreifen-Honigfresser (Lichenostomus chrysops), Scharlachhonigfresser (Myzomela sanguinolenta), Fleckenpanthervogel (Pardalotus punctatus) und der Graufächerschwanz (Rhipidura albiscapa). Im Park leben auch einige als gefährdet eingestufte Tiere wie etwa der Tusked Frog (Adelotus brevis), der Braunkopf-Rabenkakadu (Calyptorhynchus lathami), der Weißbrauenhabicht (Accipiter novaehollandiae) und der Marmorschwalm (Podargus ocellatus plumiferus). Bereits als bedroht gilt die Pflanzenart Cycas megacarpa aus der Gattung der Sagopalmfarne.